# Seznam oper hraných ve Slezském divadle Opava
Tento seznam shrnuje údaje o operních inscenacích hraných ve Slezském divadle Opava (pod jeho různými dobovými názvy) od otevření (sezóna 1945/46) do konce sezóny 2023/2024.
Operu v Opavě hrály kočovné německé společnosti již od konce 18. století (společnost Karla Haina 1786–1792). Soustavný divadelní provoz nastal záhy po roce 1805, kdy bylo vystavěno nové městské divadlo; opera se hrála nejprve sporadicky (zejména v době Opavského kongresu), soustavně pak od přelomu 30. a 40. let 19. století. Německý operní soubor při městském divadle pak působil, se střídavými krizemi, až do 1. září 1944.
Před první světovou válkou do Opavy zajížděly české divadelní společnosti a od roku 1887 zde působila i činorodá Divadelní ochotnická jednota. Roku 1910 zde Miloš Čeleda založil i amatérský orchestr. Ojedinělou událostí se stala první premiéra české opery v Opavě, jíž byla v listopadu 1911 Čeledova jednoaktová opera Když první se vrátí v podání místních ochotníků.
První české operní představení – Prodanou nevěstu – uvedla v opavském divadle 5. ledna 1919 divadelní společnost Antoše Josefa Frýdy, která působila v Ostravě a ještě v roce 1919 poskytla personální základ nově vytvořenému stálému českému divadlu v Ostravě, které pak v letech 1920–1938 v Opavě pravidelně hostovalo; příležitostně se zajížděla též opera českého divadla v Olomouci (naopak opera německého městského divadla v Opavě zajížděla do Olomouce a Ostravy). V té době v Opavě fungovalo české profesionální divadlo, ale jen činoherní.
Po konci druhé světové války byl 18. června ustaven provozovací výbor Slezského národního divadla, jehož součástí byly samostatný operní a soubor (roku 1954 sloučený s původně samostatným operetním souborem), jenž působí dosud.
Údaje o inscenacích Slezského divadla Opava vycházejí z publikace Divadlo v Opavě / Theater in Troppau 1805–2005, databáze Divadelního ústavu v Praze a digitálního archivu Slezského divadla Opava.
Jedná se o představení souboru opavského divadla; vyloučena jsou proto představení hostujících souborů, naopak započítány jsou rovněž premiéry, které proběhly mimo pravidelná působiště.
| Název opery                                                    | Skladatel                           | První uvedení      | Další nastudování | Poznámka          |
| -------------------------------------------------------------- | ----------------------------------- | ------------------ | --- | ----------------- |
| Prodaná nevěsta                                                | Bedřich Smetana                     | 27. října 1945     | 20. srpna 1949 27. října 1955 9. května 1959 5. července 1964 10. března 1974 14. března 1982 1. září 1985 6. června 1993 19. října 2003 21. října 2018 |                   |
| Hubička                                                        | Bedřich Smetana                     | 22. ledna 1946     | 21. června 1953 14. května 1961 18. května 1969 27. června 1980 18. října 1998                                                                          |                   |
| V studni                                                       | Vilém Blodek                        | 21. března 1946    | 11. dubna 1959 1. února 1976 |                   |
| Tvrdé palice                                                   | Antonín Dvořák                      | 21. března 1946    | |                   |
| Čert a Káča                                                    | Antonín Dvořák                      | 25. května 1946    | 7. října 1951 24. května 1959 24. května 1970 1. října 1978 14. ledna 2001 24. února 2013                                                               |                   |
| Jakobín                                                        | Antonín Dvořák                      | 5. října 1946      | 26. září 1953 28. února 1962 11. listopadu 1973 2. února 1986 15. června 2003 18. prosince 2022                                                         |                   |
| La traviata (Traviata)                                         | Giuseppe Verdi                      | 24. října 1946     | 18. ledna 1959 25. června 1972 22. května 1988 25. ledna 1991 5. března 2000 22. dubna 2012 15. prosince 2019                                           |                   |
| Tajemství                                                      | Bedřich Smetana                     | 14. prosince 1946  | 21. září 1952 2. června 1963 28. května 1978 5. listopadu 1995                                                                                          |                   |
| Carmen                                                         | Georges Bizet                       | 26. ledna 1947     | 24. dubna 1954 29. února 1961 27. června 1971 19. února 1989 9. února 2003 24. dubna 2016                                                               |                   |
| Lazebník sevillský (Il barbiere di Siviglia)                   | Gioacchino Rossini                  | 22. února 1947     | 15. června 1958 16. prosince 1973 19. dubna 1992 13. května 2001 21. dubna 2013                                                                         |                   |
| Šárka                                                          | Zdeněk Fibich                       | 22. března 1947    | 1. října 1955 |                   |
| Werther                                                        | Jules Massenet                      | 12. dubna 1947     | |                   |
| Dalibor                                                        | Bedřich Smetana                     | 24. dubna 1947     | 5. června 1954 20. května 1962 21. března 1980 5. března 2006                                                                                           |                   |
| Její pastorkyňa                                                | Leoš Janáček                        | 13. září 1947      | 21. listopadu 1954 22. března 1964 12. října 1975 4. října 1992 12. října 2014                                                                          |                   |
| Psohlavci                                                      | Karel Kovařovic                     | 27. října 1947     | 12. listopadu 1967 15. února 1987 |                   |
| Rigoletto                                                      | Giuseppe Verdi                      | 15. listopadu 1947 | 19. května 1957 30. dubna 1961 20. června 1976 18. prosince 1994 21. června 2009 6. března 2022                                                         |                   |
| Madam Butterfly (Madama Butterfly)                             | Giacomo Puccini                     | 13. prosince 1947  | 23. srpna 1950 22. prosince 1954 15. prosince 1968 28. října 1984 16. května 1999 10. listopadu 2002 13. října 2013                                     |                   |
| Dvě vdovy                                                      | Bedřich Smetana                     | 30. ledna 1948     | 11. května 1954 18. prosince 1966 21. listopadu 1980 7. října 2001                                                                                      |                   |
| Halka                                                          | Stanisław Moniuszko                 | 14. dubna 1948     | 14. března 1965 14. února 1988 5. prosince 2004 |                   |
| Rusalka                                                        | Antonín Dvořák                      | 20. května 1948    | 13. srpna 1950 5. září 1954 26. června 1960 7. listopadu 1964 14. listopadu 1971 19. června 1994 10. října 2004 23. dubna 2017                          |                   |
| Figarova svatba (Le nozze di Figaro)                           | Wolfgang Amadeus Mozart             | 23. června 1948    | 14. listopadu 1951 20. června 1970 30. ledna 1981 26. října 1997 23. února 2020                                                                         |                   |
| Šelma sedlák                                                   | Antonín Dvořák                      | 15. září 1948      | 22. května 1977 |                   |
| Carská nevěsta (Carskaja něvěsta)                              | Nikolaj Andrejevič Rimskij-Korsakov | 17. prosince 1948  | 15. února 2009 |                   |
| Don Pasquale                                                   | Gaetano Donizetti                   | 30. ledna 1949     | 4. července 1965 27. září 1987 9. června 2002 |                   |
| Čertova stěna                                                  | Bedřich Smetana                     | 2. března 1949     | 24. dubna 1960 17. listopadu 1974 |                   |
| Fra Diavolo                                                    | Daniel Auber                        | 12. dubna 1949     | 17. prosince 1972 |                   |
| Evžen Oněgin (Eugen Oněgin, Jevgenij Oněgin)                   | Petr Iljič Čajkovskij               | 12. června 1949    | 24. dubna 1955 12. prosince 1963 7. listopadu 1976 10. března 1996 23. února 2014                                                                       |                   |
| Braniboři v Čechách                                            | Bedřich Smetana                     | 24. září 1949      | 11. prosince 1957 |                   |
| Únos ze serailu (Die Entführung aus dem Serail)                | Wolfgang Amadeus Mozart             | 27. října 1949     | 1. dubna 1962 26. června 1983 |                   |
| Eva                                                            | Josef Bohuslav Foerster             | 10. prosince 1949  | 15. května 1966 |                   |
| Romeo a Julie (Roméo et Juliette)                              | Charles Gounod                      | 20. ledna 1950     | 27. března 1981 |                   |
| Král a uhlíř                                                   | Antonín Dvořák                      | 26. února 1950     | |                   |
| Soročinský jarmark (Soročinskaja jarmarka)                     | Modest Petrovič Musorgskij          | 2. dubna 1940      | 23. června 1974 |                   |
| Tosca                                                          | Giacomo Puccini                     | 26. dubna 1950     | 6. prosince 1959 29. června 1969 13. dubna 1986 23. října 2005 18. října 2015                                                                           |                   |
| Hoffmannovy povídky (Les Contes d'Hoffmann)                    | Jacques Offenbach                   | 4. června 1950     | 28. května 1960 19. prosince 1971 |                   |
| Starý ženich                                                   | Karel Bendl                         | 30. září 1950      | |                   |
| Don Carlos                                                     | Giuseppe Verdi                      | 18. listopadu 1950 | 1. března 1970 |                   |
| Hedy                                                           | Zdeněk Fibich                       | 28. prosince 1950  | |                   |
| Pozdvižení v Efesu                                             | Iša Krejčí                          | 1. března 1951     | 24. června 1984 |                   |
| Májová noc (Majskaja noč)                                      | Nikolaj Andrejevič Rimskij-Korsakov | 21. června 1951    | |                   |
| Jáchym a Juliána                                               | Jaroslav Křička                     | 22. prosince 1951  | |                   |
| Zlatý kohoutek (Zolotoj pětušok)                               | Nikolaj Andrejevič Rimskij-Korsakov | 16. února 1952     | |                   |
| Aida                                                           | Giuseppe Verdi                      | 24. března 1952    | 7. listopadu 1965 |                   |
| Postilion z Lonjumeau (Le Postillon de Lonjumeau)              | Adolphe Adam                        | 24. května 1952    | 26. června 1977 20. dubna 2008 |                   |
| Rodina Tarasova (Semja Tarasa)                                 | Dmitrij Kabalevskij                 | 7. listopadu 1952  | |                   |
| Zakletý princ                                                  | Vojtěch Hřímalý                     | 17. prosince 1952  | |                   |
| Bludný Holanďan (Der fliegende Holländer)                      | Richard Wagner                      | 24. ledna 1953     | 20. prosince 1970 |                   |
| Káťa Kabanová                                                  | Leoš Janáček                        | 20. března 1953    | 14. května 1967 24. února 1985 28. dubna 2024 |                   |
| Bohéma (La bohème)                                             | Giacomo Puccini                     | 10. května 1953    | 30. září 1962 13. března 1977 5. května 1996 14. února 2010                                                                                             |                   |
| Vilém Tell (Guglielmo Tell)                                    | Gioacchino Rossini                  | 5. prosince 1953   | |                   |
| Trubadúr (Il trovatore)                                        | Giuseppe Verdi                      | 6. března 1954     | 14. června 1964 26. března 1978 7. června 1991 20. prosince 1992 24. června 2007                                                                        |                   |
| Bánk bán                                                       | Ferenc Erkel                        | 5. března 1955     | |                   |
| Così fan tutte                                                 | Wolfgang Amadeus Mozart             | 29. listopadu 1955 | 29. září 1968 12. října 1986 25. června 2000 22. června 2014                                                                                            |                   |
| Pan Johanes                                                    | Ivo Jirásek                         | 24. března 1956    | |                   |
| Hrabě Ory (Le Comte Ory)                                       | Gioacchino Rossini                  | 6. května 1956     | |                   |
| Manon Lescaut                                                  | Giacomo Puccini                     | 10. září 1956      | |                   |
| Maškarní ples (Un ballo in maschera)                           | Giuseppe Verdi                      | 29. září 1956      | 19. května 1974 9. března 1997 |                   |
| Fidelio                                                        | Ludwig van Beethoven                | 24. listopadu 1956 | 22. října 1983 |                   |
| Pytlák (Der Wildschütz)                                        | Albert Lortzing                     | 23. února 1957     | 8. května 1981 |                   |
| Komedianti (I Pagliacci)                                       | Ruggero Leoncavallo                 | 26. října 1957     | 23. března 1979 22. března 1998 17. února 2019 |                   |
| Veselé paničky windsorské (Die lustigen Weiber von Windsor)    | Otto Nicolai                        | 11. ledna 1958     | 21. května 1972 18. června 1995 |                   |
| Čarostřelec                                                    | Carl Maria von Weber                | 5. dubna 1958      | 1. července 1973 22. června 1997 16. června 2019 |                   |
| Nížina (Tiefland)                                              | Eugen d'Albert                      | 11. října 1958     | |                   |
| Příhody lišky Bystroušky                                       | Leoš Janáček                        | 29. listopadu 1958 | 11. října 1970 28. června 1998 22. dubna 2018 |                   |
| Piková dáma (Pikovaja dama)                                    | Petr Iljič Čajkovskij               | 28. února 1959     | 19. listopadu 1972 |                   |
| Kdybych byl králem (Si j'étais roi)                            | Adolphe Adam                        | 27. června 1959    | |                   |
| Polapená nevěra                                                | Otmar Mácha                         | 25. října 1959     | |                   |
| Žvanivý slimejš                                                | Jiří Pauer                          | 25. října 1959     | |                   |
| Nevěsta messinská                                              | Zdeněk Fibich                       | 20. února 1960     | |                   |
| Dcera pluku (La Fille du régiment)                             | Gaetano Donizetti                   | 1. října 1960      | |                   |
| Zvíkovský rarášek                                              | Vítězslav Novák                     | 26. listopadu 1960 | |                   |
| Medón, král epirský (Medonte, re di Epiro)                     | Josef Mysliveček                    | 2. dubna 1961      | | novodobá premiéra |
| Car a tesař (Zar und Zimmermann)                               | Albert Lortzing                     | 25. června 1961    | 12. listopadu 1978 |                   |
| Faust (Faust a Markétka)                                       | Charles Gounod                      | 24. září 1961      | 26. února 1984 3. března 2002 |                   |
| Ulička chudých milenců (Ulica del Corno)                       | Kirill Vladimirovič Molčanov        | 5. listopadu 1961  | |                   |
| Orfeus a Eurydika (Orfeus, Orfeo ed Euridice)                  | Christoph Willibald Gluck           | 30. června 1962    | 21. prosince 1975 17. června 1990 |                   |
| Zuzana Vojířová                                                | Jiří Pauer                          | 18. listopadu 1962 | |                   |
| Síla osudu (La forza del destino)                              | Giuseppe Verdi                      | 10. března 1963    | 12. října 1979 |                   |
| Židovka (La Juive)                                             | Jacques Fromental Halévy            | 21. dubna 1963     | |                   |
| Pan Kartáč (Signore Bruschino)                                 | Gioacchino Rossini                  | 19. září 1963      | 25. února 1990 |                   |
| Sluha dvou pánů                                                | Jan Hanuš                           | 2. února 1964      | |                   |
| Marta aneb Trh v Richmondu (Martha oder Der Markt zu Richmond) | Friedrich von Flotow                | 20. prosince 1964  | 9. června 1985 |                   |
| Lucerna                                                        | Vítězslav Novák                     | 25. dubna 1965     | |                   |
| Potopa                                                         | Jan Duchaň                          | 30. května 1965    | |                   |
| Sedlák kavalír (Cavalleria rusticana)                          | Pietro Mascagni                     | 30. května 1965    | 13. května 1984 22. března 1998 21. února 2016 |                   |
| Divadlo za bránou                                              | Bohuslav Martinů                    | 19. prosince 1965  | |                   |
| Don Giovanni (Don Juan)                                        | Wolfgang Amadeus Mozart             | 20. února 1966     | 30. dubna 1995 15. října 2006 |                   |
| Mignon                                                         | Ambroise Thomas                     | 2. července 1966   | |                   |
| Ernani                                                         | Giuseppe Verdi                      | 6. listopadu 1966  | |                   |
| Tannhäuser                                                     | Richard Wagner                      | 26. února 1967     | |                   |
| Samson a Dalila (Samson et Dalila)                             | Camille Saint-Saëns                 | 30. června 1967    | 27. února 2011 |                   |
| Věra Šelogová (Bojaryna Věra Šeloga)                           | Nikolaj Andrejevič Rimskij-Korsakov | 17. prosince 1967  | |                   |
| Krútňava                                                       | Eugen Suchoň                        | 25. února 1968     | |                   |
| Esther                                                         | Robert Hanell                       | 19. května 1968    | |                   |
| Jan Hus                                                        | Karel Horký                         | 27. října 1968     | |                   |
| Afričanka (L'Africaine)                                        | Giacomo Meyerbeer                   | 23. února 1969     | |                   |
| České jesličky                                                 | Jaroslav Křička                     | 9. listopadu 1969  | 16. prosince 1990 11. října 2009 |                   |
| Sen noci svatojánské                                           | Jaroslav Doubrava                   | 21. prosince 1969  | |                   |
| Ruslan a Ludmila                                               | Michail Ivanovič Glinka             | 7. března 1971     | |                   |
| Ostrov Afrodity                                                | Jiří Dvořáček                       | 23. května 1971    | |                   |
| Gioconda (La Gioconda)                                         | Amilcare Ponchielli                 | 19. března 1972    | |                   |
| Hostinec U kamenného stolu                                     | Jiří Berkovec                       | 20. května 1973    | |                   |
| Mistři (Majstori)                                              | Paraškev Chadžiev                   | 20. května 1973    | |                   |
| Nápoj lásky (L'elisir d'amore)                                 | Gaetano Donizetti                   | 22. prosince 1974  | 14. dubna 1991 21. června 2015 |                   |
| Macbeth                                                        | Giuseppe Verdi                      | 9. března 1975     | 1. března 2015 |                   |
| Jolanta                                                        | Petr Iljič Čajkovskij               | 18. května 1975    | |                   |
| Hans Heiling                                                   | Heinrich Marschner                  | 29. června 1975    | |                   |
| Veselohra na mostě                                             | Bohuslav Martinů                    | 1. února 1976      | |                   |
| Ženichové                                                      | Jan Frank Fischer                   | 16. května 1976    | |                   |
| Svět na Měsíci (Il mondo della luna)                           | Joseph Haydn                        | 19. prosince 1976  | |                   |
| Jeden z bezejmenných (Něizvěstnyj soldat)                      | Kirill Vladimirovič Molčanov        | 6. listopadu 1977  | |                   |
| Bílá paní (La Dame blanche)                                    | François Adrien Boieldieu           | 18. prosince 1977  | |                   |
| Tajné manželství (Il matrimonio segreto)                       | Domenico Cimarosa                   | 26. ledna 1979     | |                   |
| Zvonek (Il campanello)                                         | Gaetano Donizetti                   | 23. března 1979    | 7. února 1999 |                   |
| Poprask v opeře (Le convenienze ed inconvenienze teatrali)     | Gaetano Donizetti                   | 29. června 1979    | |                   |
| Zuzana v lázni                                                 | Vladimír Soukup                     | 18. ledna 1980     | |                   |
| Kníže Igor (Kňaz Igor)                                         | Alexandr Porfirjevič Borodin        | 30. října 1981     | |                   |
| Čtyři hrubiáni (Čtyři páni hrubiáni, I quatro rusteghi)        | Ermanno Wolf-Ferrari                | 21. února 1982     | |                   |
| Italka v Alžíru (L'Italiana in Algeri)                         | Gioacchino Rossini                  | 27. června 1982    | |                   |
| Othello (Otello)                                               | Giuseppe Verdi                      | 7. listopadu 1982  | |                   |
| Rozsudek (Rozsudok)                                            | Ján Cikker                          | 27. února 1983     | |                   |
| Lékař a lékárník (Doktor und Apotheker)                        | Karl Ditters von Dittersdorf        | 20. října 1985     | |                   |
| Norma                                                          | Vincenzo Bellini                    | 7. června 1987     | 15. února 2004 |                   |
| Zámek v poušti                                                 | Jan Bedřich                         | 2. října 1988      | |                   |
| Albert Herring                                                 | Benjamin Britten                    | 11. června 1989    | |                   |
| Vlaštovka (La rondine)                                         | Giacomo Puccini                     | 1. října 1989      | |                   |
| Zahradnice z lásky (La finta giardiniera)                      | Wolfgang Amadeus Mozart             | 17. února 1991     | |                   |
| Attila                                                         | Giuseppe Verdi                      | 20. října 1991     | 23. října 2016 |                   |
| Nabucco                                                        | Giuseppe Verdi                      | 5. prosince 1993   | 14. října 2012 29. října 2023 |                   |
| Kouzelná flétna (Die Zauberflöte)                              | Wolfgang Amadeus Mozart             | 30. ledna 1994     | |                   |
| Divadelní ředitel (Der Schauspieldirektor)                     | Wolfgang Amadeus Mozart             | 12. března 1995    | |                   |
| Julius Caesar v Egyptě (Giulio Cesare in Egitto)               | Georg Friedrich Händel              | 27. října 1999     | |                   |
| Chytračka (Die Kluge)                                          | Carl Orff                           | 20. června 1999    | 19. února 2017 |                   |
| Oldřich a Boženka                                              | Ilja Hurník                         | 17. října 1999     | 19. února 2017 |                   |
| Dialogy karmelitek (Dialogues des carmélites)                  | Francis Poulenc                     | 8. října 2000      | |                   |
| Loupežníci (I masnadieri)                                      | Giuseppe Verdi                      | 13. října 2002     | |                   |
| Historie jednoho snu (Grand oder die Geschichte eines Traums)  | Andreas Pflüger                     | 20. června 2004    | |                   |
| Švanda dudák                                                   | Jaromír Weinberger                  | 18. června 2006    | |                   |
| Hry o Marii                                                    | Bohuslav Martinů                    | 11. března 2007    | |                   |
| Yuzuru                                                         | Ikuma Dan                           | 14. října 2007     | |                   |
| Gianni Schicchi                                                | Giacomo Puccini                     | 2. března 2008     | |                   |
| Sestra Angelika (Suor Angelica)                                | Giacomo Puccini                     | 2. března 2008     | |                   |
| Lucie z Lammermooru (Lucia di Lammermoor)                      | Gaetano Donizetti                   | 12. října 2008     | |                   |
| La clemenza di Tito (Titus)                                    | Wolfgang Amadeus Mozart             | 25. dubna 2010     | |                   |
| Perníková chaloupka (Hänsel und Gretel)                        | Engelbert Humperdinck               | 18. prosince 2011  | |                   |
| Lovci perel (Les Pêcheurs de perles)                           | Georges Bizet                       | 12. února 2012     | |                   |
| Falstaff                                                       | Giuseppe Verdi                      | 22. října 2017     | |                   |
| Ifigenie na Tauridě (Iphigénie en Tauride)                     | Christoph Willibald Gluck           | 18. února 2018     | |                   |
| Pošťácká pohádka                                               | Jindřich Feld                       | 2. března 2018     | |                   |
| O ptáku Ohniváku a lišce Ryšce                                 | Petr Opava                          | 16. prosince 2018  | |                   |
| Aleko                                                          | Sergej Rachmaninov                  | 17. února 2019     | |                   |
| Opera o komínku                                                | Karel Loos                          | 3. března 2021     | | online            |
| Stvoření světa (Die Schöpfung)                                 | Joseph Haydn                        | 5. prosince 2021   | | oratorium         |
| Země zaslíbená (Mesiáš / Messiah)                              | Georg Friedrich Händel              | 16. října 2022     | | oratorium         |